# Nailea Norvind
Nailea Norvind (16. veljače, 1970. – Mexico City, Meksiko) meksička je glumica. Najpoznatija je po ulozi Viviane Mayer Montenegro de San Roman u telenoveli Oprezno s anđelom.

## Obitelj
Nailea je kći glumice Eve Norvind (Eve Johanne Čegodajeve Sakonske), koja je bila kći ruskog plemića Paula Čegodajeva Sakonskog i skandinavske kiparice Johanne Kajanus (dobitnice brončanog odličja na svjetskoj izložbi 1937. u Parizu) i nećakinja skladatelja i kantautora Georga Kajanusa.[nedostaje izvor]
Udala se za Fernanda Gonzáleza Parru, kojem je rodila dvije kćeri: Naian i Tessu, koja je također glumica.

## Filmografija
- Para volver a amar kao Valeria Andrade (2010.)
- Hermanos y detectives (2009.)
- Un gancho al corazón kao Regina Bustillo (2008. – 2009.)
- Oprezno s anđelom kao Viviana Mayer Montenegro de San Roman (2008.)
- Mujeres asesinas kao Martha, asfixiante (2008.)
- Zapata's Gold (2005.)
- Rebelde kao Marina Carceres Colucci (2004. – 2005.)
- Mujer de madera kao Viviana Palomares (2004.)
- ¡Vivan los niños! kao Greta Ricardi (2002.)
- Amigas y rivales kao Paula (2001.)
- Diseñador ambos sexos (2001.)
- Mujer, casos de la vida real (2001.)
- Embrace Me Tightly kao Deborah Falcon/Deborah Falcón de Rivero (2000. – 2001.)
- Amor gitano kao Isa (1999.)
- Preciosa kao Valeria San Roman (1998.)
- Cuando llega el amor kao Alejandra (1990.)
- Lo blanco y lo negro kao Selma Alcázar (1989.)
- Quinceañera kao Leonor (1987.)
- Gaby: A True Story kao Terry (1987.)
- Pobre juventud kao Gaby (1986.)
- Encadenados kao Mariela (1986.)
- ¡¡Cachún cachún ra ra!! kao Aïda (1985. – 1987.)
- Guadalupe kao Nani (1984.)
- Chispita kao Sarita (1983.)

## Nagrade

### TV y Novelas
| Godina | Kategorija             | Film                | Rezultat   |
| ------ | ---------------------- | ------------------- | ---------- |
| 2001.  | najbolja antagonistica | Abrázame muy fuerte | pobjednica |